# Canthidium atricolle
Canthidium atricolle är en skalbaggsart som beskrevs av Preudhomme de Borre 1886. Canthidium atricolle ingår i släktet Canthidium och familjen bladhorningar. Inga underarter finns listade.